# Coppa Italia di pallacanestro maschile 1990
La Coppa Italia di pallacanestro maschile di serie A 1990 divide le 32 squadre iscritte tra A1 e A2 in 8 gironi da 4 squadre ciascuno. Le squadre si incontrano in un girone all'italiana con partite di andata e ritorno. La prima classificata di ciascun girone ha diritto di partecipare ai quarti di finale, che si svolgono in partite di andata e ritorno. Vince chi ottiene il punteggio più alto sommando i 2 incontri. Le vincitrici danno vita alle final four, che si svolgono a metà febbraio a Forlì, in partite uniche.
Fase eliminatoria
12, 19, 26 settembre, 3, 17 e 24 ottobre 1989

## Girone A
|  | pos | Classifica girone A    | Pt | G | V | P | PtF | PtS |
|  | --- | ---------------------- | -- | - | - | - | --- | --- |
|  | 1.  | Ipifim Torino          | 10 | 6 | 5 | 1 | 602 | 550 |
|  | 2.  | Philips Milano         | 10 | 6 | 5 | 1 | 607 | 557 |
|  | 3.  | Panapesca Montecatini  | 2  | 6 | 1 | 5 | 520 | 569 |
|  | 4.  | Banca Popolare Sassari | 2  | 6 | 1 | 5 | 486 | 539 |

| Risultati girone A     | MI      | MCT    | TO     | SS     |
| ---------------------- | ------- | ------ | ------ | ------ |
| Philips Milano         |         | 113-95 | 90-88  | 103-78 |
| Panapesca Montecatini  | 82-92   |        | 93-109 | 73-71  |
| Ipifim Torino          | 130-108 | 98-92  |        | 73-71  |
| Banca Popolare Sassari | 84-101  | 86-85  | 96-104 |        |

## Girone B
|  | pos | Classifica girone B   | Pt | G | V | P | PtF | PtS |
|  | --- | --------------------- | -- | - | - | - | --- | --- |
|  | 1.  | Il Messaggero Roma    | 10 | 6 | 5 | 1 | 521 | 493 |
|  | 2.  | Garessio 2000 Livorno | 6  | 6 | 3 | 3 | 500 | 514 |
|  | 3.  | Enimont Livorno       | 6  | 6 | 3 | 3 | 498 | 465 |
|  | 4.  | Stefanel Trieste      | 2  | 6 | 1 | 5 | 473 | 520 |

| Risultati girone B    | BLI   | RM    | PLI   | TS     |
| --------------------- | ----- | ----- | ----- | ------ |
| Enimont Livorno       |       | 87-77 | 90-91 | 91-67  |
| Il Messaggero Roma    | 90-88 |       | 79-74 | 100-74 |
| Garessio 2000 Livorno | 75-67 | 90-91 |       | 100-94 |
| Stefanel Trieste      | 65-75 | 80-84 | 93-70 |        |

## Girone C
|  | pos | Classifica girone C    | Pt | G | V | P | PtF | PtS |
|  | --- | ---------------------- | -- | - | - | - | --- | --- |
|  | 1.  | Scavolini Pesaro       | 12 | 6 | 6 | 0 | 668 | 557 |
|  | 2.  | Teorema Tour Arese     | 6  | 6 | 3 | 3 | 569 | 567 |
|  | 3.  | Hitachi Venezia        | 4  | 6 | 2 | 4 | 555 | 608 |
|  | 4.  | Neutro Roberts Firenze | 2  | 6 | 1 | 5 | 563 | 623 |

| Risultati girone C     | PS      | FI     | VE     | Are     |
| ---------------------- | ------- | ------ | ------ | ------- |
| Scavolini Pesaro       |         | 111-88 | 122-93 | 118-107 |
| Neutro Roberts Firenze | 94-111  |        | 112-99 | 90-108  |
| Hitachi Venezia        | 100-111 | 90-88  |        | 93-75   |
| Teorema Tour Arese     | 75-95   | 104-91 | 100-80 |         |

## Girone D
|  | pos | Classifica girone D           | Pt | G | V | P | PtF | PtS |
|  | --- | ----------------------------- | -- | - | - | - | --- | --- |
|  | 1.  | Knorr Bologna                 | 10 | 6 | 5 | 1 | 541 | 492 |
|  | 2.  | Alno Fabriano                 | 10 | 6 | 5 | 1 | 498 | 466 |
|  | 3.  | Cantine Riunite Reggio Emilia | 4  | 6 | 2 | 4 | 517 | 540 |
|  | 4.  | San Benedetto Gorizia         | 0  | 6 | 0 | 6 | 498 | 556 |

| Risultati girone D            | BO     | RE     | fab   | GO      |
| ----------------------------- | ------ | ------ | ----- | ------- |
| Knorr Bologna                 |        | 79-68  | 84-76 | 98-89   |
| Cantine Riunite Reggio Emilia | 94-95  |        | 70-74 | 125-122 |
| Alno Fabriano                 | 90-82  | 106-82 |       | 81-79   |
| San Benedetto Gorizia         | 75-103 | 64-78  | 69-71 |         |

## Girone E
|  | pos | Classifica girone E  | Pt | G | V | P | PtF | PtS |
|  | --- | -------------------- | -- | - | - | - | --- | --- |
|  | 1.  | Jollycolombani Forlì | 8  | 6 | 4 | 2 | 540 | 496 |
|  | 2.  | Glaxo Verona         | 8  | 6 | 4 | 2 | 548 | 519 |
|  | 3.  | Benetton Treviso     | 8  | 6 | 4 | 2 | 474 | 446 |
|  | 4.  | Irge Desio           | 0  | 6 | 0 | 6 | 422 | 523 |

| Risultati girone E   | TV    | des   | VR     | for    |
| -------------------- | ----- | ----- | ------ | ------ |
| Benetton Treviso     |       | 68-50 | 75-72  | 81-88  |
| Irge Desio           | 68-83 |       | 91-100 | 80-93  |
| Glaxo Verona         | 94-92 | 93-62 |        | 82-104 |
| Jollycolombani Forlì | 74-75 | 86-71 | 95-107 |        |

## Girone F
|  | pos | Classifica girone F   | Pt | G | V | P | PtF | PtS |
|  | --- | --------------------- | -- | - | - | - | --- | --- |
|  | 1.  | Kleenex Pistoia       | 10 | 6 | 5 | 1 | 539 | 508 |
|  | 2.  | Phonola Caserta       | 8  | 6 | 4 | 2 | 595 | 529 |
|  | 3.  | Viola Reggio Calabria | 4  | 6 | 2 | 4 | 555 | 584 |
|  | 4.  | Profili Braga Cremona | 2  | 6 | 1 | 5 | 500 | 568 |

| Risultati girone F    | CE     | RC     | PT     | CR    |
| --------------------- | ------ | ------ | ------ | ----- |
| Phonola Caserta       |        | 114-87 | 83-90  | 86-81 |
| Viola Reggio Calabria | 96-105 |        | 103-98 | 95-96 |
| Kleenex Pistoia       | 98-94  | 80-73  |        | 88-72 |
| Profili Braga Cremona | 77-113 | 91-101 | 83-85  |       |

## Girone G
|  | pos | Classifica girone G | Pt | G | V | P | PtF | PtS |
|  | --- | ------------------- | -- | - | - | - | --- | --- |
|  | 1.  | Vismara Cantù       | 10 | 6 | 5 | 1 | 556 | 467 |
|  | 2.  | Fantoni Udine       | 8  | 6 | 4 | 2 | 528 | 577 |
|  | 3.  | Arimo Bologna       | 6  | 6 | 3 | 3 | 549 | 517 |
|  | 4.  | Marr Rimini         | 0  | 6 | 0 | 6 | 511 | 583 |

| Risultati girone G | BO     | can   | RN     | UD     |
| ------------------ | ------ | ----- | ------ | ------ |
| Arimo Bologna      |        | 75-76 | 103-83 | 108-77 |
| Vismara Cantù      | 81-63  |       | 108-86 | 118-72 |
| Marr Rimini        | 93-107 | 80-84 |        | 87-94  |
| Fantoni Udine      | 107-93 | 91-89 | 87-82  |        |

## Girone H
|  | pos | Classifica girone H     | Pt | G | V | P | PtF | PtS |
|  | --- | ----------------------- | -- | - | - | - | --- | --- |
|  | 1.  | Antifurti Ranger Varese | 10 | 6 | 5 | 1 | 597 | 562 |
|  | 2.  | Paini Napoli            | 6  | 6 | 3 | 3 | 578 | 549 |
|  | 3.  | Annabella Pavia         | 6  | 6 | 3 | 3 | 535 | 543 |
|  | 4.  | Filodoro Brescia        | 2  | 6 | 1 | 5 | 517 | 573 |

| Risultati girone H      | VA     | NA      | PV    | BS     |
| ----------------------- | ------ | ------- | ----- | ------ |
| Antifurti Ranger Varese |        | 96-93   | 95-93 | 107-91 |
| Paini Napoli            | 101-93 |         | 97-83 | 102-77 |
| Annabella Pavia         | 86-93  | 104-103 |       | 77-74  |
| Filodoro Brescia        | 98-113 | 96-82   | 81-92 |        |

## Quarti di finale
dal ...
- Ipifim Torino - Ranger Varese   105-103 / 92-107
- Jollycolombani Forlì - Knorr Bologna   73-85 / 83-83
- Kleenex Pistoia - Scavolini Pesaro   82-79 / 84-104
- Il Messaggero Roma - Vismara Cantù   90-87 / 95-94

## Final four
Quest'anno viene proposta la nuova formula delle final four. Le 4 squadre vincitrici dei quarti di finale si contendono la coccarda tricolore, incontrandosi in partite di semifinali e finale in gara secca, nello stesso impianto. È stato scelto il campo di Forlì.
Le semifinali vengono giocate il 14 febbraio 1990, mentre la finale viene disputata il 15 febbraio 1990
|  | Semifinali | Semifinali              | Semifinali |                    |    | Finale        | Finale | Finale |  |
|  |            |                         |            |                    |    |               |        |        |  |
|  | 1          | Knorr Bologna           | 78         |                    |    |               |        |        |  |
|  | 1          | Knorr Bologna           | 78         |                    |    |               |        |        |  |
|  | 2          | Antifurti Ranger Varese | 74         |                    |    |               |        |        |  |
|  | 2          | Antifurti Ranger Varese | 74         |                    | 1  | Knorr Bologna | 94     |        |  |
|  |            |                         |            |                    | 1  | Knorr Bologna | 94     |        |  |
|  |            |                         | 2          | Il Messaggero Roma | 83 |               |        |        |  |
|  | 3          | Il Messaggero Roma      | 2          | Il Messaggero Roma | 83 | 97            |        |        |  |
|  | 3          | Il Messaggero Roma      |            |                    |    |               |        |        |  |
|  | 4          | Scavolini Pesaro        | 93         |                    |    |               |        |        |  |

## Verdetti
- Vincitrice Coppa Italia:  Knorr Bologna
Formazione: Roberto Brunamonti, Micheal Ray Richardson, Lauro Bon, Augusto Binelli, Clemon Johnson, Claudio Coldebella, Vittorio Gallinari, Clivo Righi, Tommaso Tasso, Massimiliano Romboli. Allenatore: Ettore Messina